# Melicope robusta
Melicope robusta är en vinruteväxtart som beskrevs av Albert Charles Smith. Melicope robusta ingår i släktet Melicope och familjen vinruteväxter. Inga underarter finns listade i Catalogue of Life.